# Hugo Viana
Miguel Hugo Gomes Ferreira Viana (Barcelos, Portugal, 15. siječnja 1983.) bivši je portugalski nogometaš koji je igrao na poziciji veznog.

## Nogometni put
Hugo Viana je započeo svoju nogometnu karijeru u Sporting CP-u prije nego što se pridružio Newcastle Unitedu. Za Newcastle United je nastupao i u Ligi prvaka. Vratio se u Portugal na posudbu u Sporting CP, a nakon posudbe potpisan je 2005. od strane Valencie. Iz Valencie je išao na posudbe u Osasunu i Bragu, a od 2010. je igrač Brage pod stalnim ugovorom.

## Vanjske poveznice
- Statistika i profil  Arhivirana inačica izvorne stranice od 5. prosinca 2008. (Wayback Machine) zerozero.pt
- Statistika lfp.es (šp.)